# Дружня вулиця (Київ)
Дру́жня ву́лиця — вулиця у Солом'янському районі міста Києва, місцевість Батиєва гора. Пролягає від Локомотивної до Привітної вулиці. 
Прилучаються Яровий провулок та Видова вулиця.

## Історія
Вулиця виникла близько 1898 року, мала назву 3-тя Лінія, подібно іншим вулицям Батиєвої гори. Сучасна назва — з 1958 року.

## Зображення

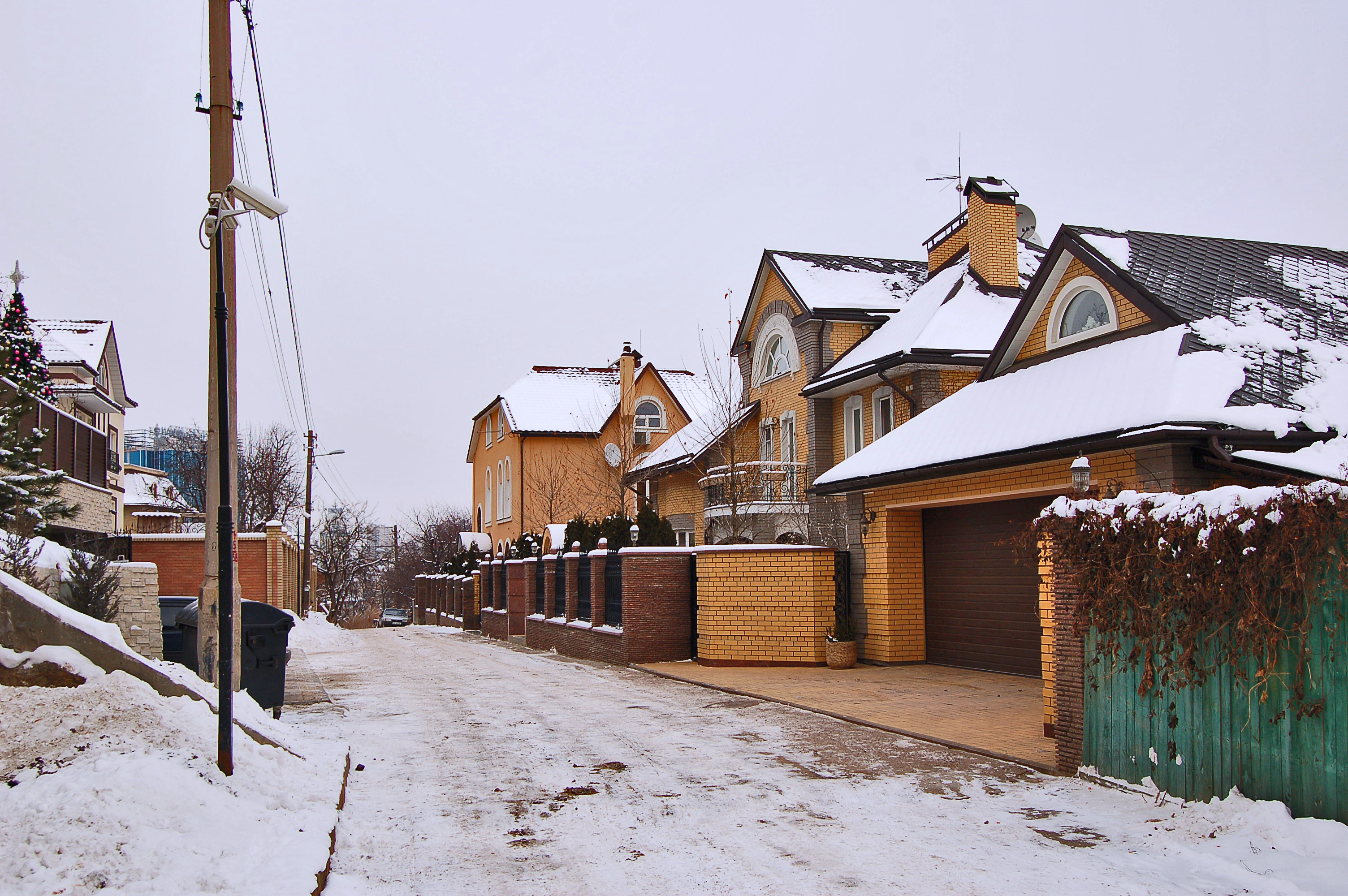
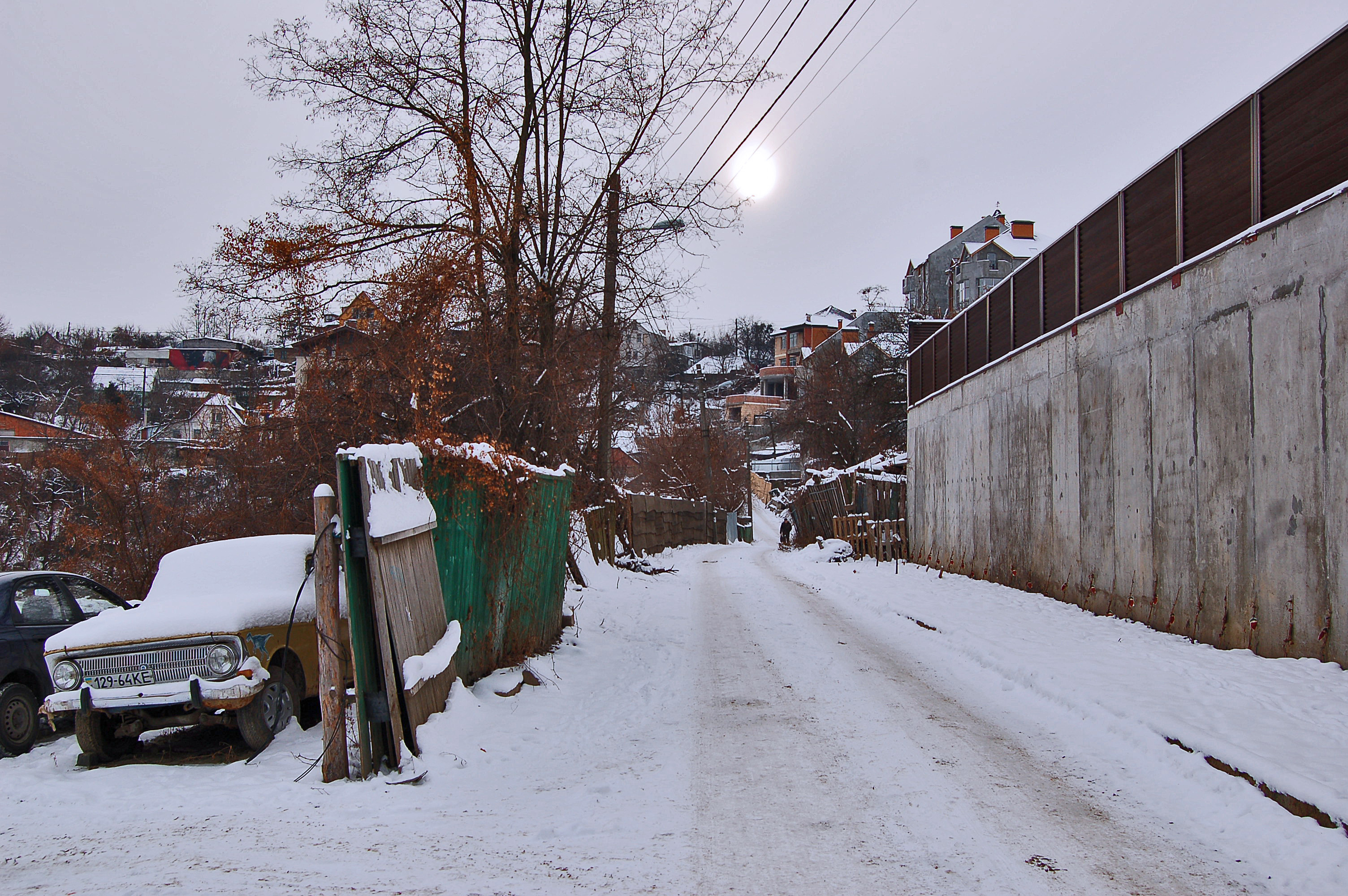
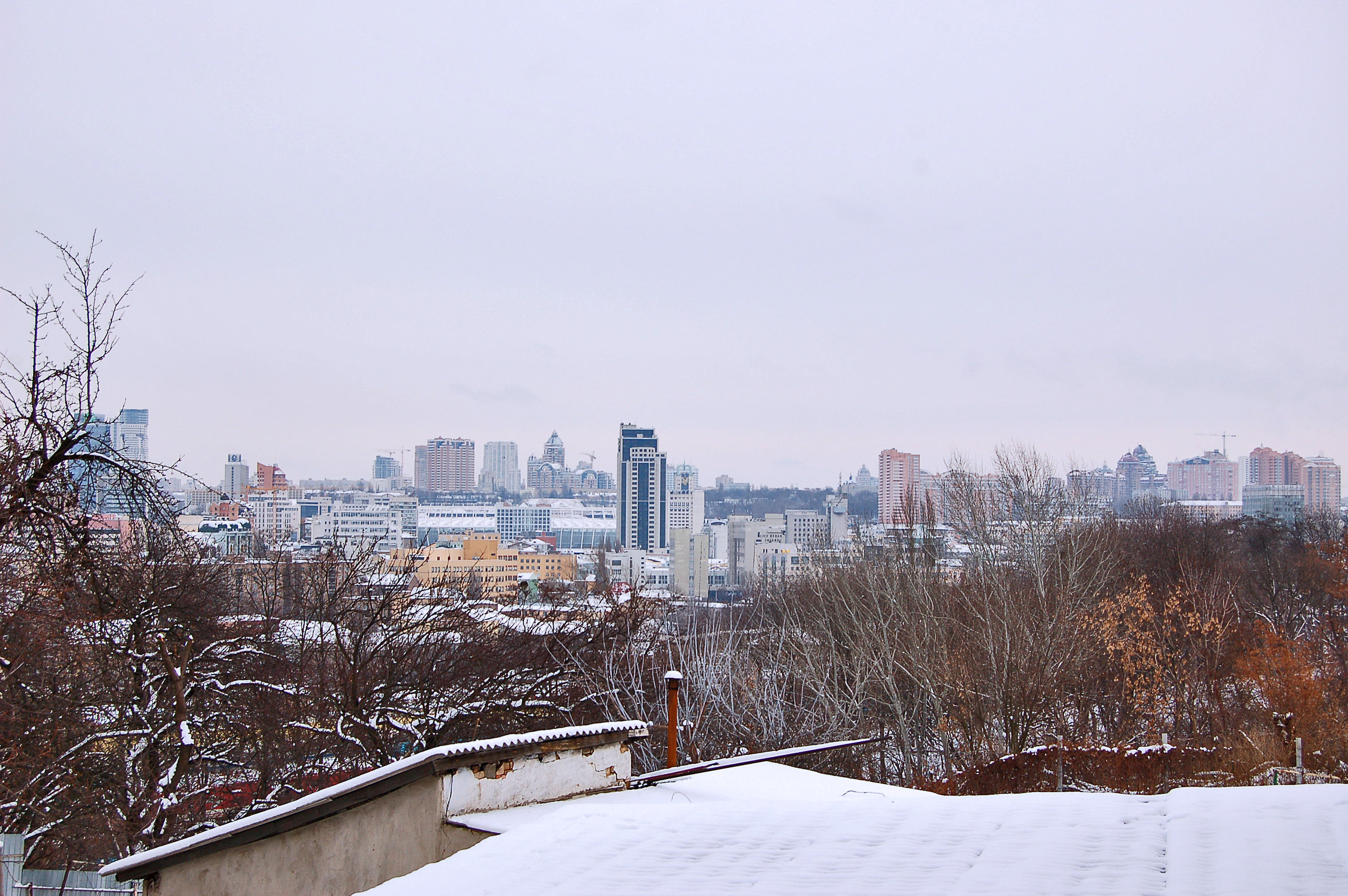